# Philibert-Joseph Le Roux
Pour les articles homonymes, voir Le Roux.
Philibert-Joseph Le Roux (XVIIe – XVIIIe siècle) est un lexicographe français.
Auteur, en 1718, d'un Dictionaire comique, satyrique, critique, burlesque, libre & proverbial, Le Roux fut obligé de quitter la France en 1693 après avoir publié un pamphlet contre le père La Chaize. Il se réfugia à Bruxelles où il mourut avant 1735, au service de Marie-Élisabeth d’Autriche.